# Issoria subtusviola
Issoria subtusviola är en fjärilsart som beskrevs av Felix Bryk 1945. Issoria subtusviola ingår i släktet Issoria och familjen praktfjärilar. Inga underarter finns listade i Catalogue of Life.